# Karatgurk

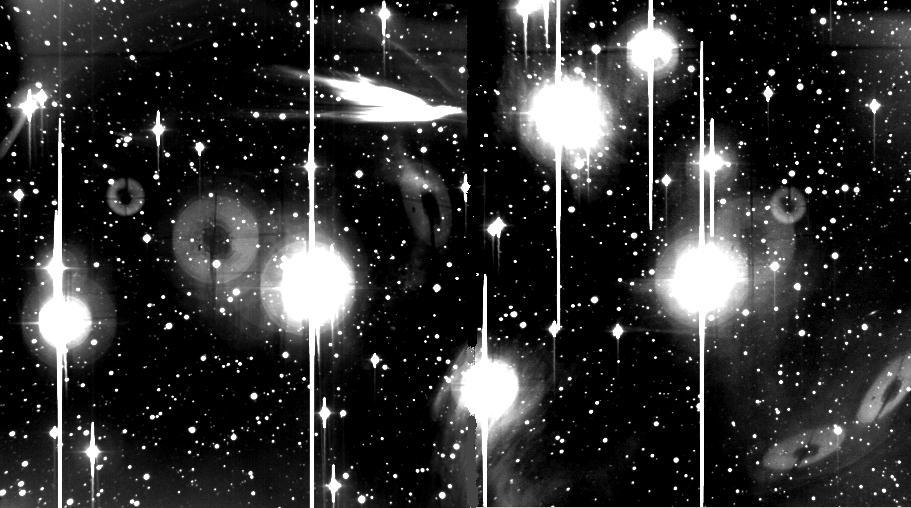
Un'astrofotografia (con artefatti) delle Pleiadi, ispiratrici del mito delle sorelle Karatgurk

Le Karatgurk erano, nella mitologia aborigena del sud-est dell'Australia (attuale stato di Victoria), sette sorelle che rappresentavano quell'asterismo noto come Pleiadi nell'astronomia occidentale.

## Mito
Secondo la leggenda tramandata dai wurundjeri della nazione kulin, durante il Tempo del Sogno solo le Karatgurk conoscevano il segreto del fuoco. Sul fiume Yarra ciascuna di loro portava una brace al termine del proprio bastone da scavo, che permetteva loro di cucinare i tuberi di yam (murnong) che estraevano dal suolo. Le sorelle si rifiutavano di condividere le proprie braci con alcuno. Il Corvo aveva assaggiato un pezzo di yam cotto che avevano lasciato e aveva chiesto loro il segreto per cucinare, per diffonderlo tra la gente, ma le sorelle glielo avevano negato. Furono così ingannate dal Corvo per svelare il proprio segreto. Dopo aver sotterrato un certo numero di serpenti in un formicaio, il Corvo chiamò le Karatgurk, millantando di aver scoperto larve di formiche più saporite delle yam. Le donne iniziarono a scavare, provocando la reazione dei serpenti, che le attaccarono. Le sorelle colpirono i rettili con i propri bastoni, con tale forza da far volar via pezzi di carbone rovente e scintille. In un'altra versione, i serpenti (similmente al Serpente Arcobaleno) provocarono un terremoto che fece cadere i bastoni delle Sette Sorelle. Il Corvo, in attesa, raccolse le braci e le nascose in una sacca di pelle di canguro e si rifugiò in cima a un albero. Le donne scoprirono il furto e si misero a cercarlo, ma il volatile era ormai al di fuori della loro portata. Sull'albero gli uccelli e ai piedi dell'albero gli esseri umani e altri animali iniziarono a chiedergli il segreto del fuoco per cucinare e nella confusione ne scaturì un incendio che rese le piume del Corvo da bianche a nere. Il fuoco fu così portato al genere umano. In seguito, le sorelle Karatgurk furono elevate (o si esiliarono indignate) fino al cielo e i loro bastoni infuocati luminosi divennero il raggruppamento di stelle noto come Pleiadi.

## Analisi del mito
Collegate al culto delle antenate e delle dee della Terra, le Sette Sorelle sono portatrici di una saggezza legata agli elementi naturali; in più esse stesse assurgono ad elementi naturali, abbandonando il piano dell'esistenza umana.